# Рисове зерно
Рисове зерно — п'єса Альдо Ніколаї (в оригіналі - "Світ води", Il mondo d'acqua). Розповідає про початок життя італійського юнака, що складається під тиском родини всупереч його мрій. Було багато постановок (перша - 1963 року у Відні). В СРСР у 1984 році було знято двохсерійний телеспектакль під російською назвою "Зерно риса".  

## Дійові особи
Челестіно Віола — гол. герой, службовець
сеньйора Віола — мати Челестіно
Альберто — чоловік Діани
Діана — сестра Чел.
Амелія — жінка Челестіно
Маттея — машиністка, поетка, співробітниця і коханка Челест.
Транквіллі — службовець, 47 років і 5 дітей спочатку п'єси
Маріо — кур'єр, 9 дітей має за 10 років
Лучано — друг Чел.
Енріко — друг Чел.
Федеріко — син Челестіно і Амелії, немовля

## Телеспектакль
Назва «Зерно рису», вийшов 1984 року. Режисер Бровкін Вячеслав Володимирович.

### 1-ша серія
1:02.44

### 2-га серія
1:10.14

## Постановки в Україні
Режисер Сікорський Вадим Іванович